# Liste de stades de football en Autriche
 (mai 2025).
Motif : absence de source secondaire dressant une telle liste. On ne source pas un liste de stades par des références validant leur capacité d'accueil. Une catégorie existe déjà et rempli parfaitement l'objectif
- Archive Wikiwix
- Bing
- Cairn
- DuckDuckGo
- E. Universalis
- Gallica
- Google
- G. Books
- G. News
- G. Scholar
- Persée
- Qwant
- (zh) Baidu
- (ru) Yandex

| 1. | Préciser le motif de la pose du bandeau. | Précisez le motif de la pose du bandeau en utilisant la syntaxe suivante : {{admissibilité à vérifier\|date=juin 2025\|motif=remplacez ce texte par le motif}}                                               |
| 2. | Informer les utilisateurs concernés.     | Pensez à avertir le créateur de l'article, par exemple, en insérant le code ci-dessous sur sa page de discussion : {{subst:avertissement admissibilité à vérifier\|Liste de stades de football en Autriche}} |

Cet article présente une liste non exhaustive des stades de football en Autriche. Ils peuvent accueillir également des compétitions d'athlétisme, des concerts ou d'autres évènements.
La capacité indiquée est celle autorisée dans le cadre de rencontres de football.
Les stades énumérées sont des installations dotés d'au moins une tribune couverte et sont homologués par la Fédération autrichienne de football pour la pratique du football de compétition. 

## Liste de stades classés par capacité
| Stade                        | Places  | Ville                    | Équipe(s)                       | Image |
| ---------------------------- | ------- | ------------------------ | ------------------------------- | ----- |
| Stade Ernst-Happel           | 50 8650 | Vienne                   | Équipe d'Autriche de football   |       |
| Red Bull Arena               | 30 1880 | Salzbourg                | Red Bull Salzbourg FC Liefering |       |
| Wörthersee Stadion           | 30 0000 | Klagenfurt am Wörthersee | SK Austria Klagenfurt           |       |
| Allianz Stadion              | 28 6660 | Hütteldorf (Vienne)      | Rapid Vienne                    |       |
| Raiffeisen Arena             | 19 0800 | Linz                     | Linzer ASK                      |       |
| Generali Arena               | 17 6560 | Vienne                   | FK Austria Vienne               |       |
| Tivoli Stadion Tirol         | 17 0000 | Innsbruck                | WSG Tirol FC Wacker Innsbruck   |       |
| Merkur Arena                 | 16 3640 | Graz                     | Sturm Graz Grazer AK            |       |
| ImmoAgentur-Stadion          | 12 0000 | Brégence                 | Schwarz-Weiß Bregenz            |       |
| BSFZ-Arena                   | 10 600  | Maria Enzersdorf         | Admira Wacker                   |       |
| Alpenstadion Kapfenberg      | 10 000  | Kapfenberg               | Kapfenberger SV                 |       |
| Cashpoint-Arena              | 8 500   | Altach                   | SCR Altach                      |       |
| Lavanttal-Arena              | 8 100   | Wolfsberg                | Wolfsberger AC                  |       |
| NV Arena                     | 8 000   | Sankt Pölten             | SKN Sankt Pölten                |       |
| Wiener Sport-Club Platz (de) | 7 828   | Vienne                   | Wiener Sport-Club               |       |
| Innviertel Arena             | 7 300   | Ried im Innkreis         | SV Ried                         |       |
| Stadion Donawitz (de)        | 6 900   | Leoben                   | DSV Leoben                      |       |
| Waldstadion                  | 6 290   | Pasching                 | FC Juniors OÖ                   |       |
| LIWEST Arena (de)            | 5 800   | Steyr                    | SK Vorwärts Steyr               |       |
| Hofmann Personal Stadion     | 5 595   | Linz                     | FC Blau-Weiß Linz               |       |
| Profertil Arena Hartberg     | 5 024   | Hartberg                 | TSV Hartberg                    |       |
| Reichshofstadion             | 4 592   | Lustenau                 | SC Austria Lustenau             |       |
| Stadion Birkenwiese (de)     | 4 250   | Dornbirn                 | FC Dornbirn 1913                |       |
| Stade Hohe-Warte             | 4 238   | Vienne                   | First Vienna FC                 |       |
| Das.Goldberg Stadion         | 4 132   | Grödig                   | SV Grödig                       |       |